# مارك كارلسون (حكم كرة قاعدة)
مارك كارلسون (بالإنجليزية: Mark Carlson)‏ هو حكم كرة قاعدة ‏ أمريكي، ولد في 11 يوليو 1969 في جوليت في الولايات المتحدة.